# Ägidius Bassengius
Ägidius Bassengius (* Mitte des 16. Jahrhunderts in Lüttich; † April 1595 in Wiener Neustadt) war ein franko-flämischer Komponist und Kapellmeister der späten Renaissance.

## Leben und Wirken
Über die Jugendzeit und Ausbildung von Ägidius Bassengius, auch über seine frühe Tätigkeit, sind keine Informationen überliefert. Dass er aus Lüttich stammt, ergibt sich aus dem Widmungstext seiner Motettensammlung von 1591, welche mit Ägidius Bassengius Leodiensis signiert ist. Der erste direkte überlieferte Beleg über ihn ist ein Zahlungsbeleg aus den Domkapitel-Protokollen des Erzbistums Salzburg aus dem Jahr 1588 über die Auszahlung von zwei Gulden an ihn, und zwar für die Widmung einer Chorkomposition; Musikhistoriker schließen daraus, dass sich der Komponist in Salzburg um eine Stelle beworben hat. Über den Erfolg der Bewerbung ist nichts überliefert, aber ein Jahr später hat sich Bassengius um eine Stelle am kaiserlichen Hof beworben. In den Rechnungen des Hofzahlamts für April und Dezember 1589 sind Zahlungen von jeweils 25 und 40 Gulden an Bassengius aufgeführt. Hier wird er als Musico und Capelnsinger bezeichnet; somit hat er wohl einige Zeit an der Kapelle mitgewirkt. Eine dauerhafte Anstellung ist daraus jedoch nicht entstanden.
Wenige Zeit später ist Bassengius in den Dienst des österreichischen Erzherzogs Maximilian III. getreten. Maximilian war um diese Zeit Großmeister des Deutschen Ritterordens und nahm 1590 seine Residenz in der Burg von Wiener Neustadt; hier bekam Bassengius die Stelle eines Kapellmeisters der Hofmusik. Wie sich aus dem Ehematrikel der dortigen Dompfarrei ergibt, hat der Komponist hier im gleichen Jahr geheiratet. Zu Anfang des Jahres 1595 erhielt Ägidius Bassengius zusätzlich die Position eines Stadtorganisten, ist aber schon im April desselben Jahres verstorben. Nach Auskunft des Totenbuchs der Dompfarrei wurde er am 1. Mai 1595 auf einem Friedhof in Wiener Neustadt beerdigt.

## Bedeutung
Sein Sammeldruck Motectorum Liber primus enthält 15 Motetten, davon vier zweiteilige Werke und je ein Werk drei- bzw. vierteilig. Die meisten Texte gehen auf Psalmen zurück und zeigen eine auf den Affekt ausgerichtete Textausdeutung durch musikalische Rhetorik. Bei den fünf- und sechsstimmigen Motetten hat Bassengius eine fließende kontrapunktische Schreibweise entfaltet; dagegen sind bei den achtstimmigen Werken Elemente der venezianischen Mehrchörigkeit anzutreffen.

## Werke
- Sammeldruck Motectorum Quinque, Sex, Octo vocum Liber primus. Leonhard Formica, Wien 1591
- Motette Anima mea liquefacta est, zu fünf Stimmen, nur Discantus erhalten